# 2021 DP15
2021 DP15 est un objet du disque des objets épars découvert en 2021, mais identifié sur des photos datant de 2018.

## Caractéristiques
Le diamètre de 2021 DP15 est estimé à environ 250 kilomètres.